# Désirée (1954)

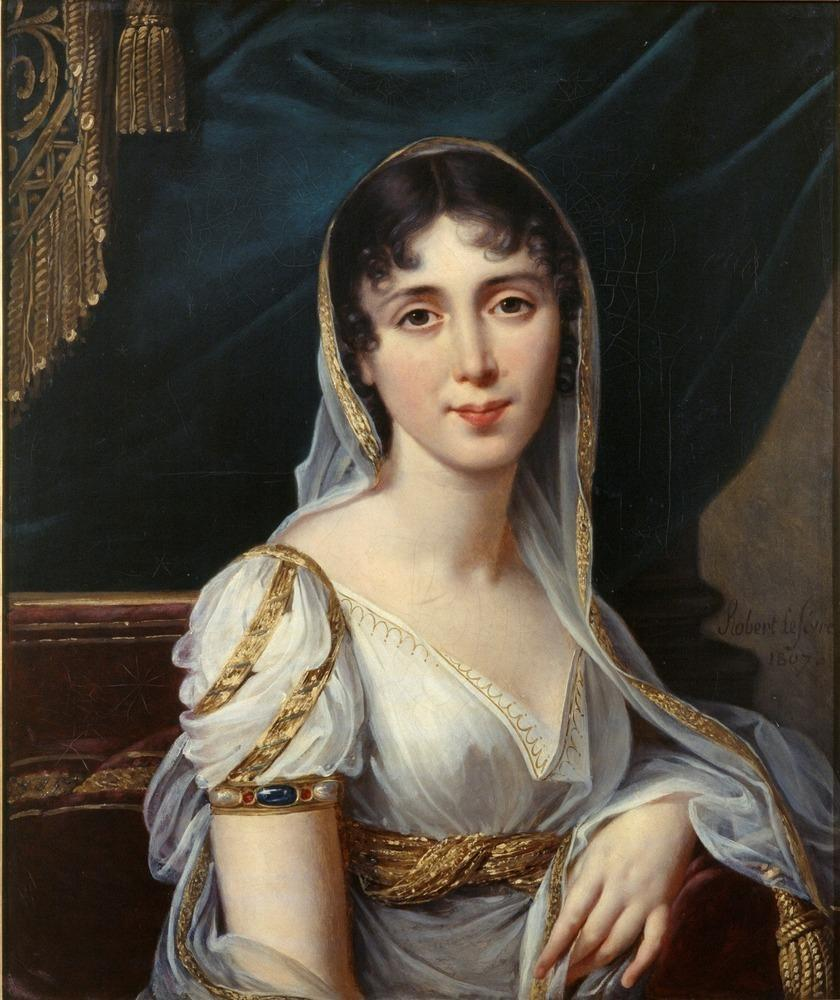
Die historische Désirée Clary (1807)

Désirée ist ein amerikanischer Spielfilm (Filmbiografie, Historienfilm, Liebesfilm), den Regisseur Henry Koster für 20th Century Fox inszeniert hat und der 1954 in die Kinos kam. Der aufwendig in CinemaScope produzierte Film basiert auf dem gleichnamigen Bestsellerroman von Annemarie Selinko (1951) und erzählt aus der Perspektive von Désirée Clary, der späteren Königin von Schweden und Norwegen, die Lebensgeschichte von Napoleon Bonaparte. Die historische Clary und der damals noch unbedeutende General Bonaparte waren 1795/1796 einige Monate lang verlobt gewesen. In den Hauptrollen des Films sind Jean Simmons und Marlon Brando zu sehen.

## Handlung
Ort der Handlung ist zunächst Marseille, die Zeit das Jahr 1794. Désirée Clary, die temperamentvolle Tochter aus einer reichen Tuchhändlerfamilie, macht per Zufall die Bekanntschaft von Joseph Bonaparte und lädt ihn und seinen Bruder, General Napoleon Bonaparte, für den folgenden Tag in ihr Elternhaus ein. Während Joseph sich zu Désirées Schwester Julie hingezogen fühlt, verliebt Napoleon sich in Désirée. Er gesteht ihr, dass sie arm sind und dass ihnen Julies und Désirée Mitgift sehr gelegen käme. Wegen angeblicher Machenschaften gegen die Revolutionsregierung wird Napoleon verhaftet, aber bald wieder freigelassen mit dem Auftrag, in Paris aufständische Royalisten zu verfolgen. Napoleon verspricht Désirée, sie zu heiraten, leiht sich von ihr Geld und bricht dann nach Paris auf. Als er nicht zurückkehrt, folgt Désirée ihm nach Paris, wo sie erfährt, dass Napoleon inzwischen mit Joséphine de Beauharnais verlobt ist. Verzweifelt will sie sich von einer Brücke stürzen, doch General Bernadotte, der sich in sie verlieben wird, hält sie davon ab.
Drei Jahre vergehen. Napoleon hat Italien erobert und ist ein bedeutender Mann geworden. Désirée lebt mit Julie und Joseph in Rom, wo sie das Diplomatenmilieu aber bald leid ist. Sie kehrt nach Paris zurück, wo Napoleon, der Joséphine inzwischen geheiratet hat, sich auf seine Ägyptische Expedition vorbereitet. Er erklärt ihr, dass er Joséphine vor allem aus karrieretaktischen Gründen geheiratet habe und einem Verhältnis mit ihr, Désirée, nicht abgeneigt wäre. Désirée ist abgestoßen und wendet sich Bernadotte zu.
Zwei weitere Jahre vergehen. Désirée und Bernadotte haben geheiratet und sind Eltern eines Sohnes. Als Napoleon zum Ersten Konsul der 1792 gegründeten Französischen Republik ernannt wird, bedrängt er Bernadotte, seinem Staatsrat beizutreten. Bernadotte, der Napoleon bisher mit Skepsis begegnet ist, erklärt ihm nun widerstrebend seine Loyalität. 1804 wohnen Désirée und Bernadotte Napoleons Krönung zum französischen Kaiser bei – Désirée in kühler Distanz.
Fünf Jahre später. Als Napoleon sich von Joséphine scheiden lässt, weil sie ihm keinen Thronerben gebären kann, ist es Désirée, die die frühere Rivalin tröstet. Napoleon begehrt Désirée weiterhin, heiratet aber die 18-jährige österreichische Kaisertochter Marie-Louise. Er zieht Frankreich in neue Kriege hinein. Als der kinderlose schwedische König Bernadotte anbietet, ihn per Adoption zu seinem Thronerben zu machen, lässt Napoleon ihn widerstrebend und enttäuscht gehen.
In dem von einem strengen Protokoll geprägten schwedischen Königshaus wird Désirée nicht heimisch. Sie reist nach Paris, wo sie auf einem Ball erneut Napoleon in die Hände fällt. Er verübelt Bernadotte dessen Annäherung an Russland und erklärt der anwesenden Hofgesellschaft halb scherzend, dass er Désirée als Geisel behalten werde, um sich für seinen bevorstehenden Russlandfeldzug der schwedischen Unterstützung zu versichern.
Nach der Niederlage seiner Armee sucht Napoleon Désirée auf und bittet sie, ihren Mann brieflich um Unterstützung für Frankreich zu ersuchen. Désirée begreift, dass Napoleon sie immer noch liebt und bei ihr tatsächlich etwas ganz anderes sucht als nur die Hilfe ihres Mannes. Sie appelliert an ihren Mann, Napoleon zu stoppen, was der als Feldherr und Politiker dann auch mit Erfolg unternimmt.
Nach kurzem Exil auf Elba und der Niederlage der Schlacht bei Waterloo zieht Napoleon sich auf Schloss Malmaison zurück. Die Alliierten entsenden Désirée dorthin, um Napoleon in einem Vier-Augen-Gespräch zur Kapitulation zu bewegen. Napoleon macht die Bemerkung, wie seltsam es sei, dass gerade die beiden außergewöhnlichsten Männer ihrer Zeit sich in sie, Désirée, verliebt haben. Als Ausdruck seiner Kapitulation überreicht er ihr seinen Degen und versichert ihr, dass ihre Mitgift nicht der einzige Grund dafür gewesen sei, dass er damals in Marseille um ihre Hand angehalten hat.

## Produktionsgeschichte
Die 20th Century-Fox-Produktion ist nicht der erste Spielfilm über Désirée Clary. 1938 ging in Italien Duilio Coletti mit La sposa dei rei voran. Dieser Film basierte auf Ugo Falenas gleichnamigem Bühnenstück (1926) und zeigte in den Hauptrollen Elsa De Giorgi und Augusto Marcacci. 1942 folgte in Frankreich Sacha Guitry mit Le Destin fabuleux de Désirée Clary, dem Guitrys eigene Handlungsidee zugrunde lag und in dem die Rollen von Clary und Napoleon mit Gaby Morlay und Jean-Louis Barrault besetzt waren.
1951 erschien beim jungen Kölner Verlag Kiepenheuer & Witsch ein neuer Roman der in Dänemark lebenden, aber in deutscher Sprache schreibenden Bestsellerautorin Annemarie Selinko, Désirée. Das Buch verkaufte sich gut und wurde umgehend in weiteren Sprachversionen veröffentlicht. In den Vereinigten Staaten erschien das Buch erstmals 1953 bei William Morrow und gelangte gleich auf Rang 1 der Bestsellerliste der New York Times.
Die 20th Century Fox plante, aus dem Film einen Erfolg zu machen, der dem des Buches um nichts nachstehen sollte. Drehbuchautor Daniel Taradash hatte für die Columbia Pictures im Jahr zuvor James Jones’ Roman Verdammt in alle Ewigkeit adaptiert und dafür einen Academy Award errungen. Regisseur Henry Koster hatte zuletzt den Kassenschlager Das Gewand inszeniert, den ersten langen Spielfilm im CinemaScope-Format; dieser Film hatte der 20th Century Fox einen Golden Globe eingebracht. Die erst 25-jährige Jean Simmons hatte im Jahr 1953 nach den Filmen Die Thronfolgerin, Das Gewand und Theaterfieber gleich drei NBR-Awards erhalten; ihre Erfolge in Das Gewand und Sinuhe der Ägypter hatten sie zu einem der Topstars der 20th Century Fox gemacht.
Marlon Brando war in seinem vorangegangenen Film – Die Faust im Nacken – auf dem Höhepunkt seiner Darstellungskunst gewesen und dafür unter anderem mit einem Academy Award und einem Golden Globe ausgezeichnet worden. Anschließend hatte er sich wie Jean Simmons für den Fox-Film Sinuhe der Ägypter verpflichtet, in dem er die Titelrolle spielen sollte. Als er erkannte, dass die Rolle ihm nicht lag und er auch mit dem Regisseur, Michael Curtiz, nicht zurechtkam, brach er den Vertrag und verließ die Proben. Für Sinuhe verpflichtete die Fox dann den nahezu unbekannten Edmund Purdom. Brando galt in Hollywood nun aber als ein unberechenbarer Vertragspartner, mit dem Studios unter Umständen sehr viel Geld verlieren konnten. Um dieses Image aus der Welt zu schaffen und um den juristischen Konsequenzen seines Vertragsbruchs auszuweichen, verpflichtete Brando sich, 
bei der Produktion von Désirée mitzuwirken.
Die Dreharbeiten begannen im Juni 1954. Die Innenaufnahmen fanden auf Bühne 4 der 20th-Century-Fox-Studios in Los Angeles statt, die Außenaufnahmen in und um Monterey. Brando sorgte dafür, dass einige seiner persönlichen Freunde mit ihm am Set waren: Sam Gilman als Fouché, Florence Dublin in der Rolle von Napoleons Schwester Eliza und Philip Rhodes als sein persönlicher Maskenbildner.
Brando litt darunter, an einem sehr schlechten Film mitwirken zu müssen, zumal nur ein paar Kilometer entfernt in den Studios der Warner Brothers der Film Jenseits von Eden gedreht wurde, mit James Dean, den Brando als seinen Epigonen empfand. Kosters Unvermögen ärgerte ihn und Brando legte es darauf an, sich von seinen Regieanweisungen freizuschütteln, indem er sich als Napoleon-Experte aufspielte und Koster systematisch unter die Fuchtel nahm. Er hatte große Angst, dass sein Napoleon stereotyp geraten könnte, stritt sich mit Koster ständig darüber, wie die Figur darzustellen sei, und präsentierte dann einen auf kalkulierte Weise exzentrischen Napoleon.
Weil die Dreharbeiten dadurch fast unmöglich waren, stellte der Produzent des Films, Julian Blaustein, Brando schließlich ein Ultimatum. Brando gab nach und kooperierte von da an, gab sich aber wenig Mühe, seinen Text zu lernen, und lieferte insgesamt eine Darstellung, die wenig inspiriert war. Aufmerksamkeit schenkte er allein seinem Kostüm und seinem Make-up, das unter anderem aus einer falschen Nase bestand. Im späten September 1954 wurden die Dreharbeiten abgeschlossen.

## Kinoauswertung und Rezeption
Die Uraufführung des Films fand am 16. November in San Francisco statt. Einen Tag später folgte der Kinostart in New York City. Der Rezensent der New York Times kritisierte am 18. November, dass die Figuren kaum Emotionen – geschweige denn Leidenschaften – erkennen lassen und dass es dem Film grundlegend an einer Geschichte fehle.
Bei der Oscar-Verleihung des Jahres 1955 war der Film für das beste Szenenbild und das beste Kostüm nominiert, diese Preise gingen dann aber an die Filme 20.000 Meilen unter dem Meer (Szenenbild) und Das Höllentor (Kostüm).
In der deutschen Synchronfassung lieh Heinz Reincke Brando seine Stimme; Marion Degler lieh ihre Stimme an Jean Simmons. Die Kinoauswertung begann in Deutschland am 25. Februar 1955. Arthaus hat 2005 eine deutschsprachige DVD-Version auf den Markt gebracht.
Für den Musicalfilm Schwere Jungs – leichte Mädchen (1956) standen Brando und Simmons wenig später noch einmal gemeinsam vor der Kamera.